# Allan Russell
Allan Russell (Glasgow, 13 december 1980) is een Schotse voetballer (aanvaller) die sinds 2010 voor het Amerikaanse Carolina RailHawks FC uitkomt. Voordien speelde hij onder andere voor Hamilton Academical FC, St. Mirren FC, Airdrie United FC en Kilmarnock FC.
In 2008 werd Russell verkozen tot beste voetballer in de Scottish Second Division.